# Régnié-Durette
Régnié-Durette è un comune francese di 1 148 abitanti situato nel dipartimento del Rodano della regione Alvernia-Rodano-Alpi.

## Società

### Evoluzione demografica
Abitanti censiti